# Max George (chanteur)
Maximillian Alberto « Max » George, né le 6 septembre 1988 à Manchester, est un chanteur, auteur-compositeur, producteur, acteur et une personnalité de télévision britannique. Il est connu pour être un ancien membre du boys band The Wanted.
George commence sa carrière en tant que footballeur pour l'équipe de Preston North End. À cause d'une blessure, il doit interrompre sa carrière sportive. 
Il fait ses débuts en tant que chanteur avec le groupe Avenue. 
Avenue se sépare en 2009, George rejoint alors le groupe The Wanted.

## Filmographie
| Année | Titre                        | Rôle                | Notes      |
| ----- | ---------------------------- | ------------------- | ---------- |
| 2013  | Chasing the Saturdays        | Lui-même            | Invité     |
| 2013  | The Wanted Life              | Lui-même            | 7 épisodes |
| 2015  | Glee                         | Clint (antagoniste) | 6 épisodes |
| 2015  | Bear Grylls: Mission Survive | Lui-même            | 2 épisodes |
| 2020  | Strictly Come Dancing        | Lui-même            | Saison 18  |